# رادوم
رادوم (بالإنجليزية: Radom)‏ هي مدينة مع صلاحيات بووتيس ‏ تقع في بولندا في محافظة مازوفيا. يقدر عدد سكانها بـ 219,703 نسمة ومساحتها 111.71 كم2 .

## المناخ
يظهر الجدول التالي التغييرات المناخية على مدار السنة لرادوم:
| البيانات المناخية لـرادوم | البيانات المناخية لـرادوم | البيانات المناخية لـرادوم | البيانات المناخية لـرادوم | البيانات المناخية لـرادوم | البيانات المناخية لـرادوم | البيانات المناخية لـرادوم | البيانات المناخية لـرادوم | البيانات المناخية لـرادوم | البيانات المناخية لـرادوم | البيانات المناخية لـرادوم | البيانات المناخية لـرادوم | البيانات المناخية لـرادوم | البيانات المناخية لـرادوم |
| الشهر                     | يناير                     | فبراير                    | مارس                      | أبريل                     | مايو                      | يونيو                     | يوليو                     | أغسطس                     | سبتمبر                    | أكتوبر                    | نوفمبر                    | ديسمبر                    | المعدل السنوي             |
| ------------------------- | ------------------------- | ------------------------- | ------------------------- | ------------------------- | ------------------------- | ------------------------- | ------------------------- | ------------------------- | ------------------------- | ------------------------- | ------------------------- | ------------------------- | ------------------------- |
| المتوسط اليومي °م (°ف)    | −4.7 (23.5)               | −3.3 (26.1)               | 2.1 (35.8)                | 8.4 (47.1)                | 13.2 (55.8)               | 16.4 (61.5)               | 18.0 (64.4)               | 17.4 (63.3)               | 13.7 (56.7)               | 8.8 (47.8)                | 3.2 (37.8)                | −1.9 (28.6)               | 7.6 (45.7)                |
| الهطول مم (إنش)           | 26 (1.0)                  | 25 (1.0)                  | 28 (1.1)                  | 37 (1.5)                  | 59 (2.3)                  | 76 (3.0)                  | 79 (3.1)                  | 66 (2.6)                  | 45 (1.8)                  | 36 (1.4)                  | 38 (1.5)                  | 34 (1.3)                  | 549 (21.6)                |
| المصدر: Climate-Data.org  |                           |                           |                           |                           |                           |                           |                           |                           |                           |                           |                           |                           |                           |

## المدن التوأمة
مدن بريليب، بانسكا بيستريتسا، داوغافبيلس، غوميل، Huzhou، ماغديبورغ، أوزايوري، بلويشت، ستارا زاغورا، تاويون، طلبيرة وترنوبل هي مدن توأمة لـرادوم.

## معرض صور

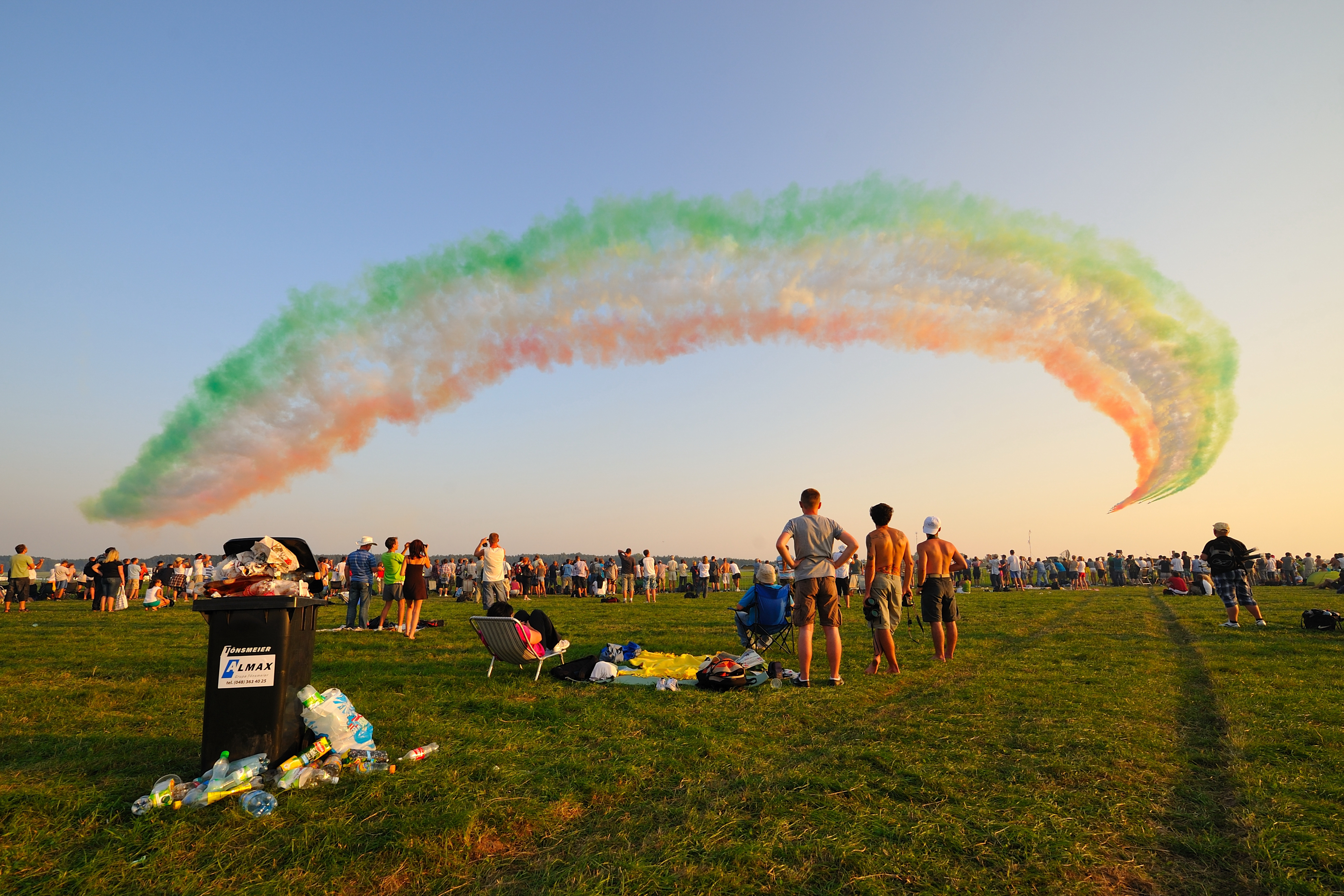
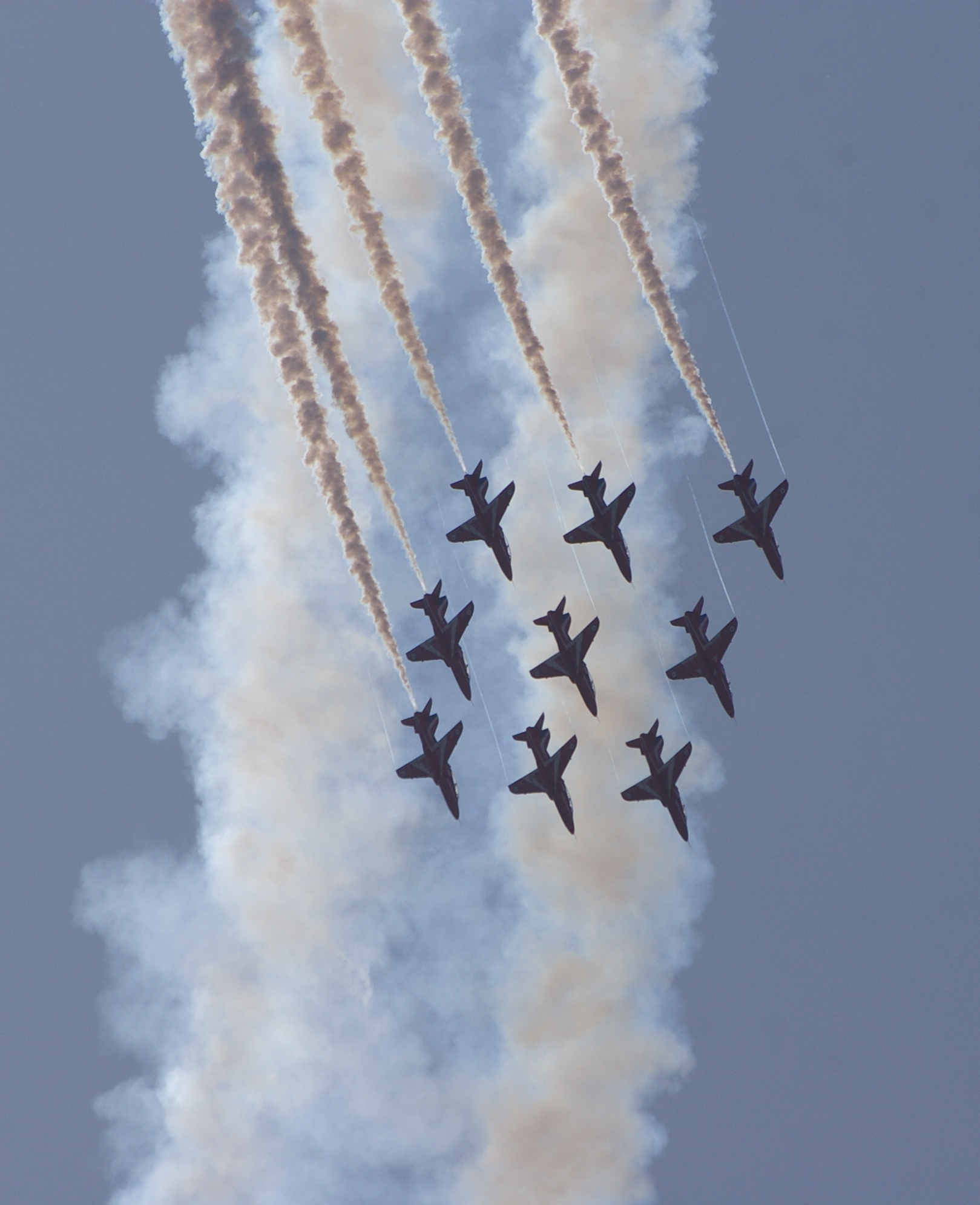
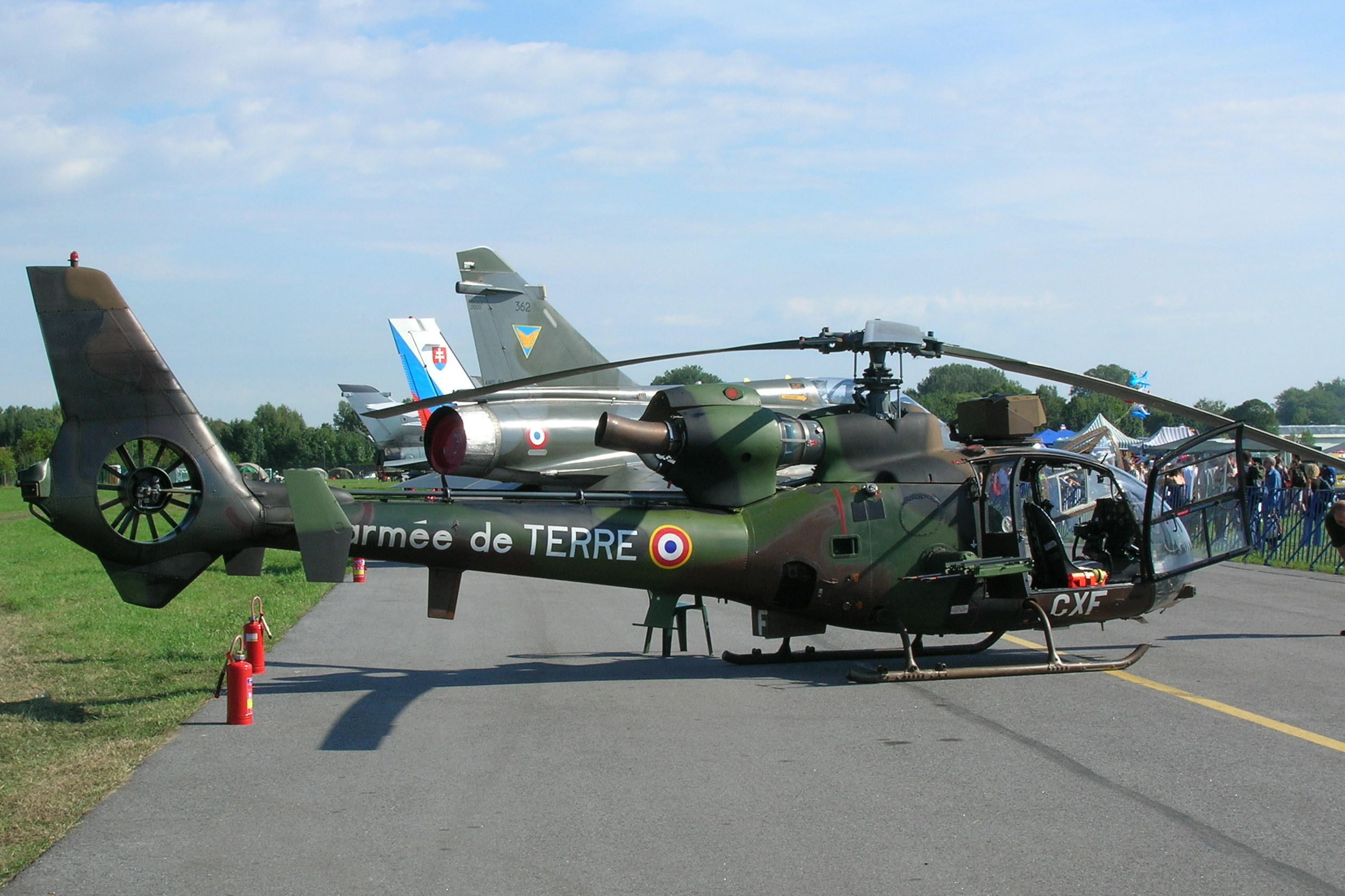
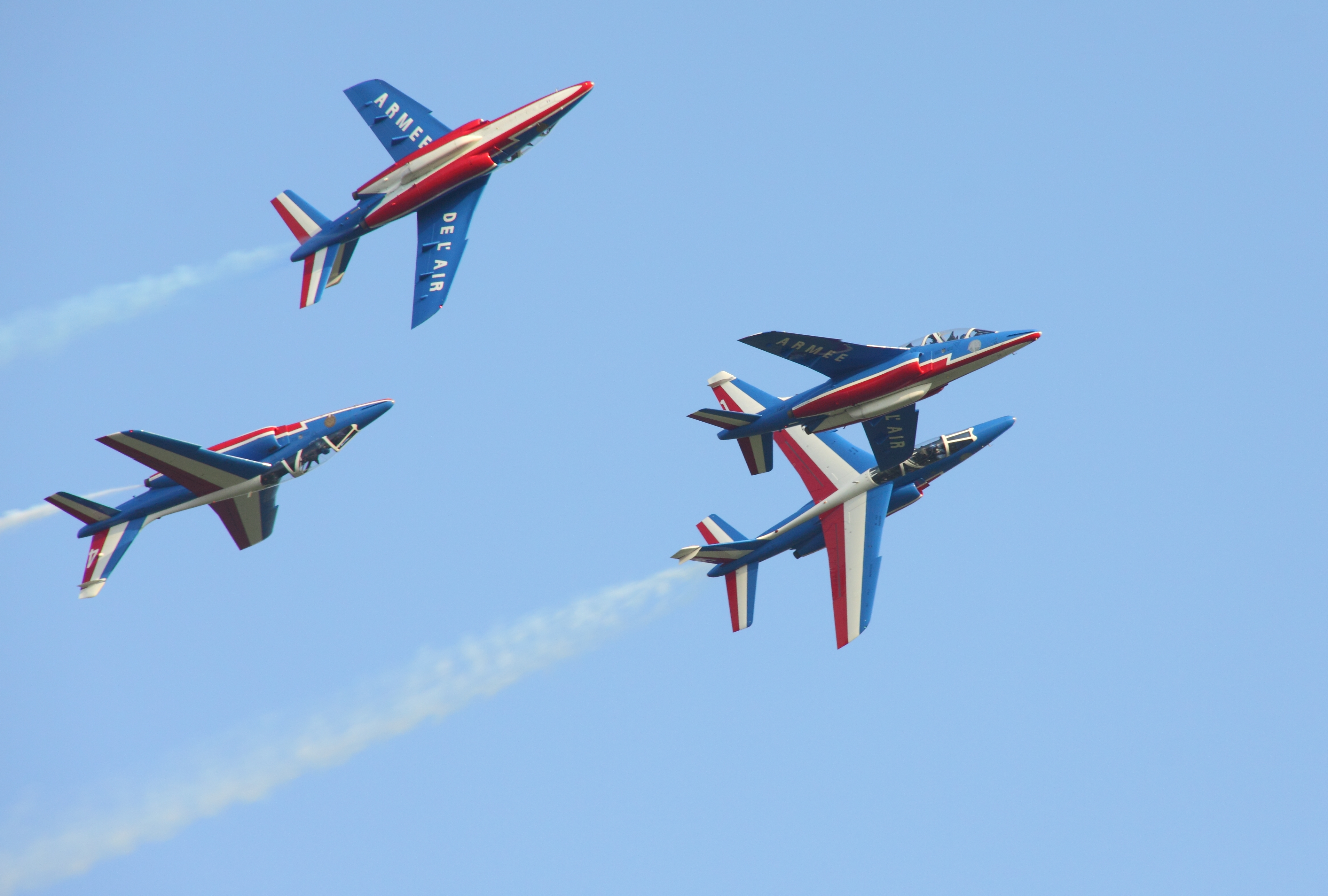
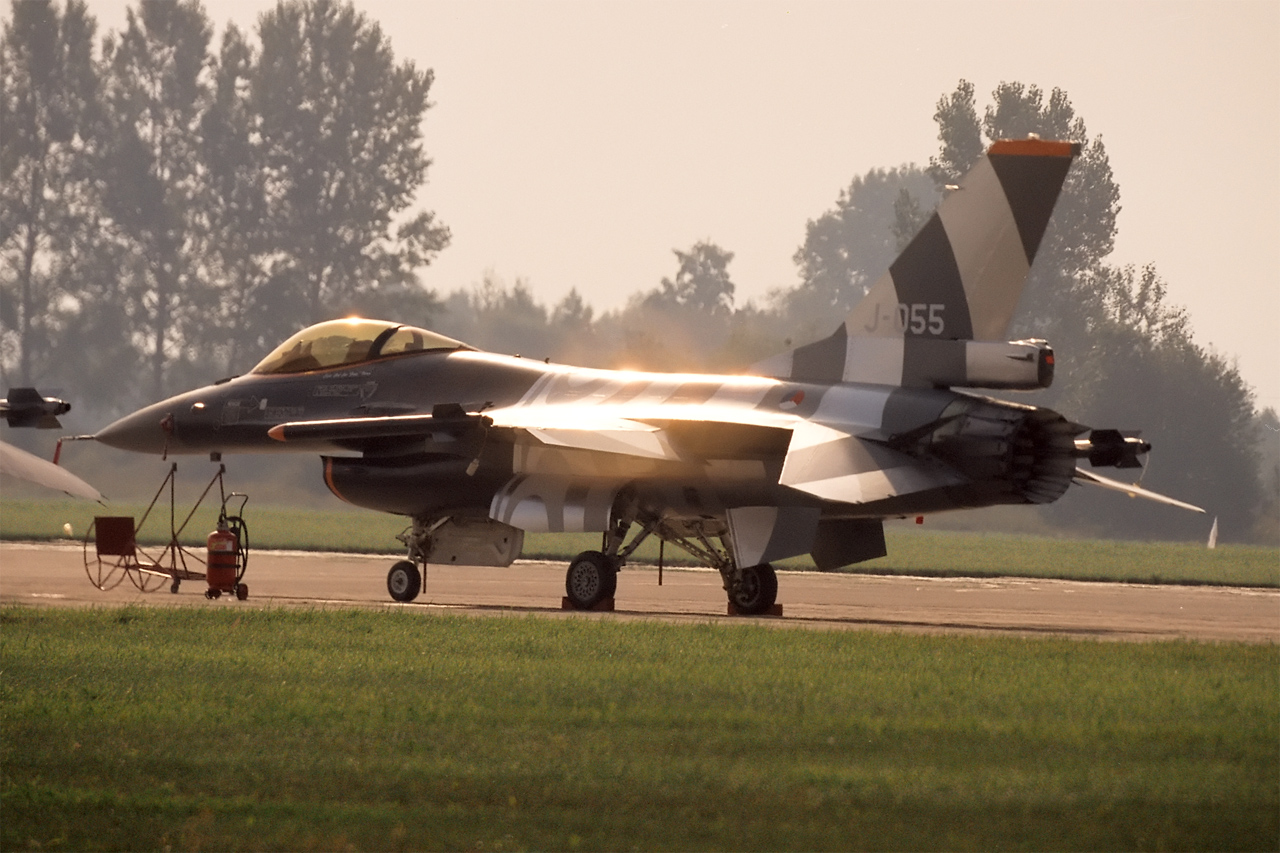
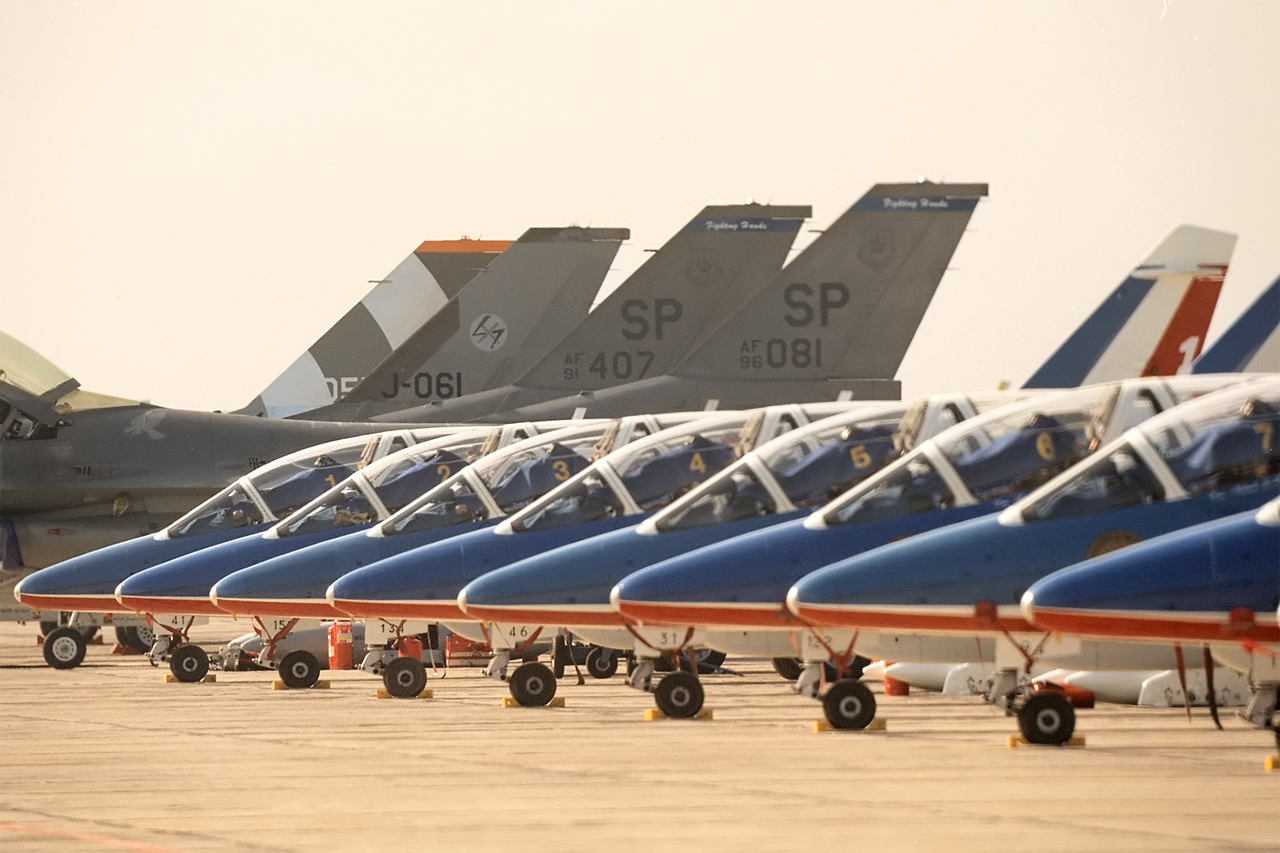

## أعلام
- غجيغوش غيليفسكي
- لشك كولاكفسكي
- إلياهو بن إليسار
- أندريه فونفارا
- توماش كوبيتش
- أنتوني تشورتك